# Томашка Вас
Томашка Вас (словен. Tomaška vas) — поселення в общині Словень Градець, Регіон Корошка, Словенія. Висота над рівнем моря: 463,5 м.